# Tuberarcturus belgicae
Tuberarcturus belgicae är en kräftdjursart som först beskrevs av Théodore Monod 1925.  Tuberarcturus belgicae ingår i släktet Tuberarcturus och familjen Antarcturidae. Inga underarter finns listade i Catalogue of Life.